# یوسف قادریان
یوسف قادریان (زادهٔ ۲۵ بهمن ۱۳۷۱ در سقز) یک کشتی‌گیر فرنگی‌کار اهل ایران است. وی موفق به کسب مدال برنز وزن ۸۰ کیلوگرم در قهرمانی جهان ۲۰۱۵ و مدال طلای قهرمانی آسیا در سال ۲۰۱۵ شده‌است. او در مسابقات جهانی ۲۰۱۶ نیز شرکت کرد و با شکست در رقابت نخست از دور رقابت‌ها حذف شد.

## فعالیت حرفه‌ای ورزشی

### قهرمانی آسیا ۲۰۱۴
قادریان در مسابقات قهرمانی آسیا ۲۰۱۴ با پیروزی بر ماساتو سومی از ژاپن (۱۰ بر ۲)، عظمت کوستوبایف از قزاقستان (۶ بر صفر) و هرپریت سینگ از هند (۸ بر ۴) راهی دیدار پایانی شد. قادریان در رقابت پایانی با ضربه فنی به جاناربک کنجیف از قرقیزستان باخت و نقره گرفت.

### قهرمانی آسیا ۲۰۱۵
قادریان در وزن ۸۰ کیلوگرم مسابقات قهرمانی آسیا پس از استراحت در دور نخست، در دور دوم با حساب ۴ بر یک یونیبک اوتابکوف از ازبکستان را شکست داد و به مرحلهٔ نیمه‌نهایی راه یافت. وی در این مرحله با نتیجهٔ ۶ بر ۴ از سد جین هیوک کیم از کره جنوبی گذشت و سپس با پیروزی ۱۳ بر ۶ برابر آیشا آیشان از چین صاحب گردن آویز طلا شد.

### قهرمانی جهان ۲۰۱۵
قادریان در رقابت‌های جهانی ۲۰۱۵ در لاس وگاس به ترتیب مقابل چتار مک مور از ساموآ و کیم جین-هیوک از کره جنوبی با نتایج ۱۱ بر صفر و ۸ بر صفر به برتری دست یافت اما در رقابت دور نیمه‌پایانی مقابل ویکتور ساسونوسکی ۳ بر ۳ بازنده شد و از رسیدن به رقابت نهایی بازماند. قادریان در رقابت کسب مدال برنز برابر آسخات دیلمحمداف با حساب ۲ بر صفر برنده شد و با قرار گرفتن بر روی سکوی سوم، مدال برنز مسابقات را دریافت کرد.

### قهرمانی آسیا ۲۰۱۶
یوسف قادریان در مسابقات قهرمانی آسیا ۲۰۱۶ در بانکوک، اوکی جی ما از ژاپن را با امتیاز عالی (۹ بر صفر) مغلوب کرد اما در دور نیمه‌پایانی برابر شمس‌الدین‌اف از ازبکستان که بهترین عنوانش مقام پنجمی آسیا در سال گذشته بود به میدان رفت و در پایان با نتیجهٔ ۵ بر ۳ مغلوب شد. قادریان در دیدار رده‌بندی با جین سانگ پارک از کره جنوبی و دارنده مدال برنز آسیا کشتی گرفت و در نهایت با ارائه یک نمایش ضعیف هشت بر دو شکست خورد و به عنوان پنجمی مسابقات رسید.

### قهرمانی جهان ۲۰۱۶
یوسف قادریان نماینده وزن ۸۰ کیلوگرم ایران پس از باخت ۱۱ بر ۲ مقابل الکس بیوربرگ کسیدیس از سوئد از دور رقابت‌ها کنار رفت. با باخت این کشتی‌گیر گمنام سوئدی مقابل رفیق رفیق حسینوف آذربایجانی، قادریان شانس حضور در گروه بازنده‌ها را از دست داد و وداع زودهنگامی با رقابت‌های قهرمانی جهان داشت.

### بازی‌های همبستگی کشورهای اسلامی ۲۰۱۷
در بازی‌های کشورهای اسلامی در باکو قادریان توانست نشان طلای مسابقات را به دست بیاورد. وی در مسیر قهرمانی خود برهان آکبوداک از ترکیه را ۳ بر ۱، امان علی آتایف از ترکمنستان را با نتیجهٔ ۱۰ بر ۴ و رفیق حسینوف از آذربایجان را با امتیاز ۱–۱ شکست داد.

### قهرمانی جهان ۲۰۱۷
قادریان در وزن ۸۰ کیلوگرم کشتی آزاد مسابقات قهرمانی جهان ۲۰۱۷ در پاریس حاضر بود که در دور نخست با نتیجهٔ ۱۰ بر یک مغلوب ماکسیم مانوکیان از ارمنستان شد و با راهیابی مانوکیان به دیدار نهایی، قادریان به دور شانس مجدد رفت تا برای کسب مدال برنز مبارزه کند. وی در این مرحله با باخت با نتیجهٔ ۳ بر ۳ مقابل الکس بیوربرگ کسیدیس، دارندهٔ مدال‌های طلا و نقره زیر ۲۳ سال اروپا از سوئد، از رسیدن به مدال بازماند.

### قهرمانی آسیا ۲۰۱۸
در سال ۲۰۱۸ قادریان در مسابقات وزن ۸۲ کیلوگرم قهرمانی آسیا شرکت کرد و در همان رقابت نخست ۲ بر یک مغلوب نا از چین شد و با توجه به شکست این کشتی‌گیر چینی مقابل نمایندهٔ هند، هرپریت سینگ، قادریان از دور رقابت‌ها حذف شد.